# Skorvtjärnen (Burträsks socken, Västerbotten, 717206-173991)
Skorvtjärnen är en sjö i Skellefteå kommun i Västerbotten och ingår i Bureälvens huvudavrinningsområde. Sjön har en area på 0,0286 kvadratkilometer och ligger 65,2 meter över havet.

## Delavrinningsområde
Skorvtjärnen ingår i det delavrinningsområde (716956-174571) som SMHI kallar för Mynnar i Mjövattsträsket. Medelhöjden är 65 meter över havet och ytan är 15,85 kvadratkilometer. Räknas de 4 avrinningsområdena uppströms in blir den ackumulerade arean 69,44 kvadratkilometer. Renforsbäcken som avvattnar avrinningsområdet har biflödesordning 2, vilket innebär att vattnet flödar genom totalt 2 vattendrag innan det når havet efter 29 kilometer. Avrinningsområdet består mestadels av skog (66 procent), öppen mark (13 procent) och jordbruk (17 procent). Avrinningsområdet har 0,04 kvadratkilometer vattenytor vilket ger det en sjöprocent på 0,2 procent.